# Максимова Наталя Петрівна
Максимова Наталя Петрівна (1952) — українська художниця, член Національної спілки художників України, учасниця міжнародних та обласних виставок, Міжнародного бієнале текстильної мініатюри, Міжнародного триєнале графіки та ін.
Працює у галузі декоративно-ужиткового мистецтва (розпис по шовку), живопису, графіки, дизайну одягу. Авторка творів «Три», «Сон дерева», «Початок дня» та ін.